# Krzysztof Zaporski
Krzysztof Zaporski herbu Gryf – cześnik czernihowski w latach 1685–1697.
Poseł na sejm elekcyjny 1697 roku z województwa bełskiego. Był elektorem Augusta II Mocnego z województwa bełskiego w 1697 roku.